# Mengzhi
Mengzhi (kinesiska: 梦芝街道, 梦芝) är en socken i Kina. Den ligger i provinsen Shandong, i den östra delen av landet, omkring 310 kilometer öster om provinshuvudstaden Jinan. Antalet invånare är 26 403. Befolkningen består av 13 209 kvinnor och 13 194 män. Barn under 15 år utgör 15,0 %, vuxna 15-64 år 76 %, och äldre över 65 år 8,0 %.
Genomsnittlig årsnederbörd är 801 millimeter. Den regnigaste månaden är juli, med i genomsnitt 317 mm nederbörd, och den torraste är januari, med 11 mm nederbörd.